# جیل استوارت (بازیکن فوتبال)
جیل استوارت (انگلیسی: Jill Stewart؛ زادهٔ ۱۲ نوامبر ۱۹۷۴) بازیکن فوتبال اهل ایالات متحده آمریکا است.
وی همچنین در تیم ملی فوتبال زنان ایالات متحده آمریکا بازی کرده‌است.